# Harangod-patak
A Harangod-patak vagy Harangod-ér a Zempléni-hegységben ered, Megyaszó északi határában, Borsod-Abaúj-Zemplén vármegyében, mintegy 170 méteres tengerszint feletti magasságban. A patak forrásától kezdve délkeleti irányban halad, majd Taktaharkánynál éri el a Takta folyót.
A Harangod-patakba Megyaszótól délre a Laposi-patak torkollik bele.

## Part menti települések
- Megyaszó
- Taktaharkány